# Trasibulo (nome)
Trasibulo  è un nome proprio di persona italiano maschile.

## Varianti
- Femminili: Trasibula[2]

### Varianti in altre lingue
- Catalano: Trasibul
- Francese: Thrasybule
- Greco antico: Θρασύβουλος (Thrasyboulos)
- Greco moderno: Θρασύβουλος (Thrasyvoulos)
- Latino: Thrasybulus[1]
- Polacco: Trazybul
- Portoghese: Trasíbulo
- Russo: Фрасибул (Frasibul)
- Serbo: Тразибул (Trazibul)
- Spagnolo: Trasíbulo
- Ucraino: Фрасибул (Frasybul)

## Origine e diffusione
Nome di scarsissima diffusione in Italia, ricordato principalmente per essere stato portato da Trasibulo, colui che liberò Atene dal dominio dei Trenta Tiranni.
Etimologicamente, risale al greco Θρασύβουλος (Thrasyboulos), composto dai termini θρασύς (thrasys, "ardito") e βουλή (boule, "consiglio"), con il significato complessivo di "uomo dall'ardito consiglio", "audace in consiglio" o "consigliere audace".

## Onomastico
Il nome è adespota, cioè privo di santo patrono; l'onomastico può essere eventualmente festeggiato il 1º novembre, in occasione di Ognissanti.

## Persone
- Trasibulo di Atene, politico e militare greco antico
- Trasibulo di Mileto, tiranno di Mileto
- Trasibulo di Siracusa, tiranno di Gela e Siracusa

### Varianti Thrasyvoulos
- Thrasyvoulos Zaimīs, politico greco